# Riacho Santa Inês
O Riacho Santa Inês é um riacho (um pequeno rio) brasileiro que banha o estado da Paraíba.